# Antonivka, Cemerivți
Antonivka (în ucraineană Антонівка) este un sat în comuna Ciorna din raionul Cemerivți, regiunea Hmelnîțkîi, Ucraina.

## Demografie
Componența lingvistică a localității Antonivka
     Ucraineană (96,88%)
     Rusă (1,88%)
Conform recensământului din 2001, majoritatea populației localității Antonivka era vorbitoare de ucraineană (96,88%), existând în minoritate și vorbitori de rusă (1,88%).